# オスウィーゴ砦の戦い (1756年)
1756年のオスウィーゴ砦の戦い（1756ねんのオスウィーゴとりでのたたかい、英 Battle of Fort Oswego、仏 Bataille de Fort Oswego）は、フレンチ・インディアン戦争の戦闘である。1756年当時、フランスは連勝を続けており、同年の8月に行われたこの戦いでも、ルイ＝ジョゼフ・ド・モンカルム率いるフランス軍が、イギリス軍の砦であるオスウィーゴ砦を攻略した。

## イギリス軍の遠征計画
フレンチ・インディアン戦争の発端となったジュモンヴィル・グレンの戦いを受けて、両国の政府は、北アメリカに正規軍を送り込んだ。ヌーベルフランスと、イギリス領ニューヨークの境界線地域である、オハイオ領土と他の辺境地域をめぐっての、両国の新たな対立によるものだった。現在はニューヨーク州北部となっているこの地域は、その当時はイロコイ族が広く支配していた。イギリスの戦略の一部には、オンタリオ湖の西端にあるフランスのナイアガラ砦を、遠征隊を組んで占領する計画もあった。この遠征隊の進路として、オスウィーゴ川をオンタリオ湖へと上り、河口に指令本部を置くと言うものだった。（現在のニューヨーク州オスウィーゴ市の位置に相当） マサチューセッツ湾植民地総督のウィリアム・シャーリーの指揮のもと、オスウィーゴ砦は補強され、また、これに付属するジョージ砦とオンタリオ砦とが1755年に建設された。ナイアガラ砦への遠征計画は、兵站の補給が不可能なのと、オスウィーゴ周辺のフランス軍が、1755年から1756年にかけての冬に増強されたため、実現には至らなかった。
1755年時点での、フランスのオンタリオ湖周辺の作戦は、湖に大規模な軍艦を何隻か停泊させ、西のナイアガラ砦と、南のフロンテナック砦の間を自由に航行させるくらいのものだったが、1756年3月、このフランス艦は、オスウィーゴ砦への支援物資の重要な貯蔵所であるブル砦を攻撃した。攻撃は成功し、オスウィーゴの駐屯部隊への物資が破壊され、1756年のナイアガラ砦への遠征予定を、事実上不可能にした。1756年の5月、ヌーベルフランス総督のヴォードルイユの命令により、フランス軍とインディアン同盟軍は、ルイ・クーロン・ド・ヴィリエの指揮の下、ヘンダーソン湾（現在のニューヨーク州サケッツ港）から、オスウィーゴの駐屯部隊を追い詰める作戦に出た。
1756年5月、フランスの部隊を指揮するために、将軍ルイ＝ジョゼフ・ド・モンカルムがモントリオールに到着した。モンカルムとヴォードルイユは、会うとほぼ同時に、互いに、性格でも戦略面でも一致しないことがわかった。ジョージ湖の南岸へのイギリス軍集結に対する手として、モンカルムはまずシャンプラン湖に面したカリヨン砦に行き、砦の防御の具合を確かめた。一方ヴォードルイユは、フロンテナック砦にフランス兵を集め、オスウィーゴへの奇襲の可能性を示唆した。2人は、奇襲隊からの役立ちそうな報告から、計画を練ることにした。

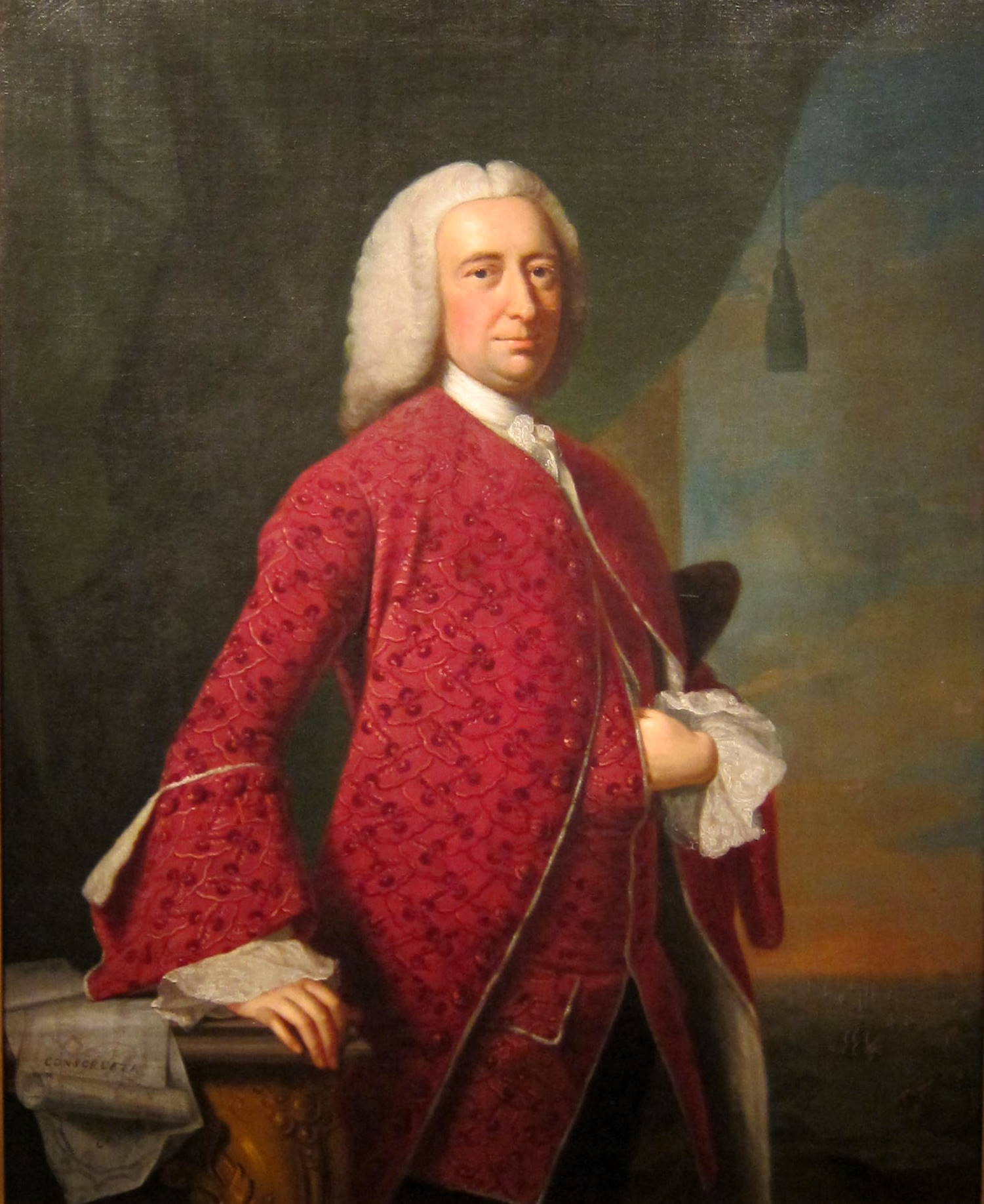
マサチューセッツ湾植民地総督ウィリアム・シャーリー

1756年3月、マサチューセッツ湾の総督シャーリーは知らせを受け取った。彼の代わりに、総督には4代ルードゥーン伯ジョン・キャンベルを派遣すると言うものだった。ルードゥーンの副指揮官である将軍、ジェームズ・アバークロンビーは、6月下旬にならないとオールバニに到着しないため、シャーリーは、アバークロンビーが来るまでに、ナイアガラ砦への遠征の指揮を見越して、オスウィーゴ砦への補給線へのてこ入れを行った。6月にはウィリアム・ジョンソンがオノンダガのイロコイ族の根城に出向いて、イロコイ族の部族である、ショーニー族の援助を得るための交渉に成功した。また、レナペ（デラウェア）の支援も取り付けた。これらの部族の力を、遠征に活用したいとシャーリーは考えていた。シャーリーはまた、2,000人規模の、航行または造船の経験があるバトーマンを雇い入れ 、7月、ジョン・ブラッドストリートの指揮のもとで、彼らはオスウィーゴ砦への再補給を行った。しかし、彼らは、ここから帰る途中でフランスの襲撃隊の攻撃を受け、60人から70人の捕虜を出すことになる。
7月の終わりにオールバニに着いたルードゥーンは、ただちに、シャーリーが計画していたオスウェーゴからの遠征を中止した。

### オスウィーゴ砦

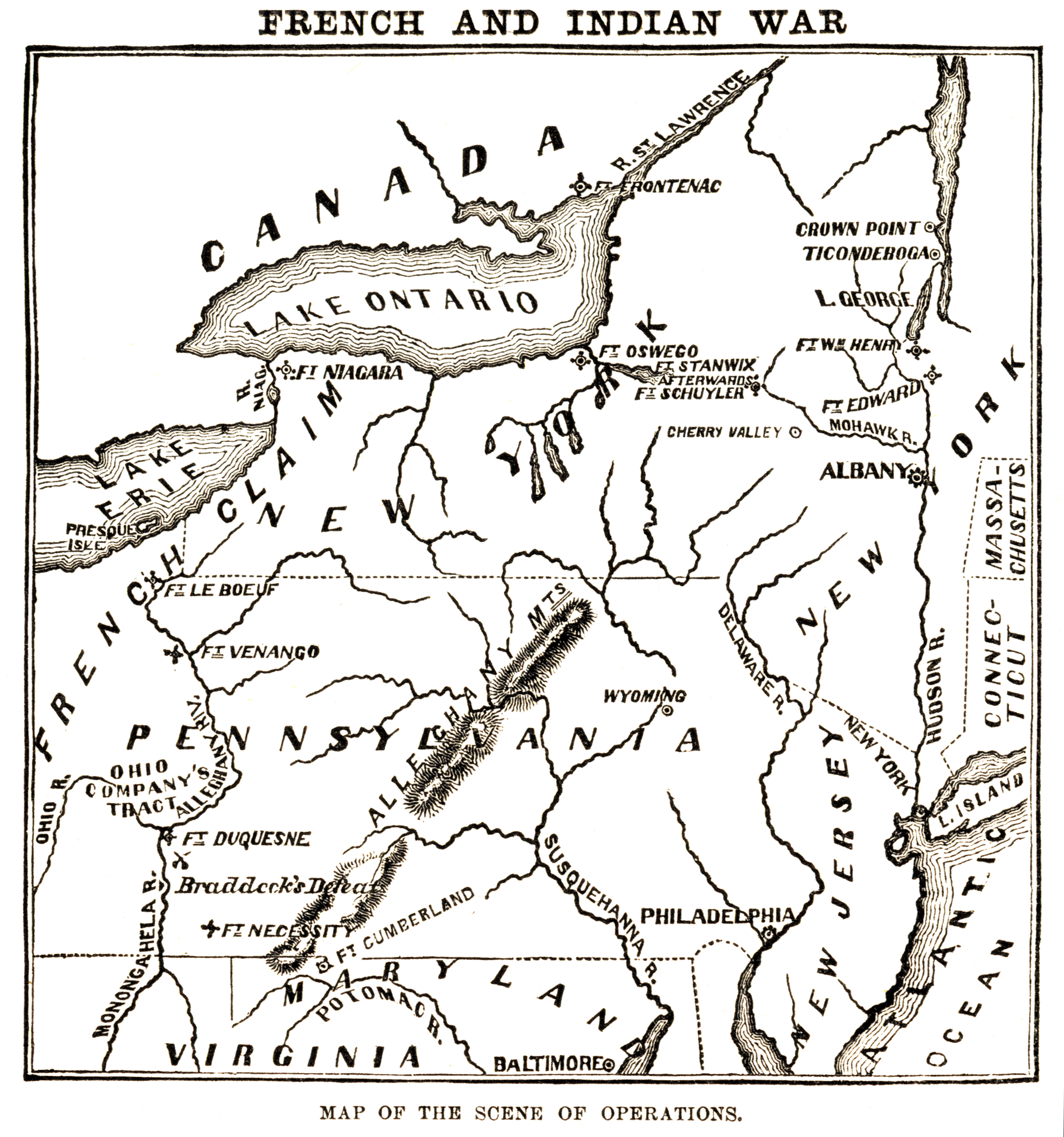
オスウィーゴ砦周辺の地図。オンタリオ湖の右下にオスウィーゴ砦が見える。

オスウィーゴ砦を守っているのは、オスウィーゴ、ジョージ、オンタリオそれぞれの砦の駐屯部隊だった。オスウィーゴ川の東岸に、1755年に建設された丸太作りのオンタリオ砦があり、河口から見上げた丘の上に建っていた。駐屯部隊は370人のペッパーレル連隊で、砦の手入れの状態はまずまずだった。オスウィーゴ砦は川の西岸にあり、中心部は石と粘土でできていて、南と西の壁は土塁で囲まれていたが、オスウィーゴ川対岸のオンタリオ砦からこの砦は丸見えだった。直近にできたジョージ砦は、シャーリー連隊の兵から「ならず者砦」と呼ばれた砦であり、矢来は未完成で、駐屯兵が射撃するための銃眼すらなかった。ニュージャージーの民兵150人が駐屯していたが、オスウィーゴ砦とジョージ砦は、駐屯部隊を置くための施設もなく、両者の防御機能は、大砲が数台あるのみだった。
ペッパーレル、シャーリーのマサチューセッツ2連隊で、重要な部隊であるジェームズ・マーサー指揮のペッパーレル連隊は、北アメリカで冬を越したため、支援物資、とりわけ食糧の不足に悩まされ、多くの兵が病気、主に壊血病で死んで行った。物資補給のために砦を放棄すべきかどうか、真剣に話し合いが行われたこともあった。この規模の砦の駐屯部隊は、通常2,000人近くいるのだが、この砦で任務につける兵は1,200人もいなかった。

### フランスの進軍

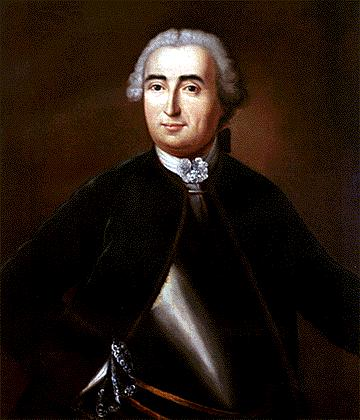
ルイ＝ジョゼフ・ド・モンカルム将軍

7月16日にカリヨンを経ったモンカルムは、レビ伯フランソワ＝ガストン・ド・レビの指揮の下、3日後にモントリオールに戻った。モンカルムがフロンテナック砦へ向けて発った2日後に、フランス軍は大勢のインディアンを集結させていた。ラ・サル連隊、ギュイエンヌ連隊、ベアルヌ連隊、海兵隊の大隊と植民地の民兵が集まるのと同時に、インディアンたちも、ヌーベルフランスの各地域から250人ほどが来ており、軍全体の規模は、ざっと3,000人だった。ヴォードルイユ総督の弟であるフランソワ＝ピエール・ド・リゴーが、8月4日に本隊が出発する前に、サケット港でヴィリエの軍に合流する先発隊700人を率いて発った。先発隊は、夜の間に、現在のウルフ島まで行軍を続け、夜にサケット港に渡るため、昼間をそこで過ごした。8月8日までにはすべての軍が合流し、翌9日にオスウィーゴに向けて発った。
8月9日、ヴォードルイユとヴィリエの軍が陸上をオスウィーゴに向けて進んでいる間、モンカルムと他の兵はバトーでオンタリオ湖岸に近づき、8月10日の未明、オンタリオ砦の東約2マイル（3キロ）の地点に上陸した。彼らの暗闇にまぎれての行動は成功し、朝になって、小さな巡視船がモンカルム一行を見つけるまで、イギリス軍は何も気づかなかった。イギリス軍が差し向けた大型船は、フランスの野砲により追い払われた。

## 戦闘
モンカルムの工兵が、他の士官やインディアンの同盟兵たちと、イギリスの防御を調査に行った。インディアンの一人が、頭皮をひどくほしがり、ある場所でフランスの工兵をイギリス兵と誤って射殺した。モンカルムはピエール・プーショに、砦包囲の戦術の決定を続けるように言った。

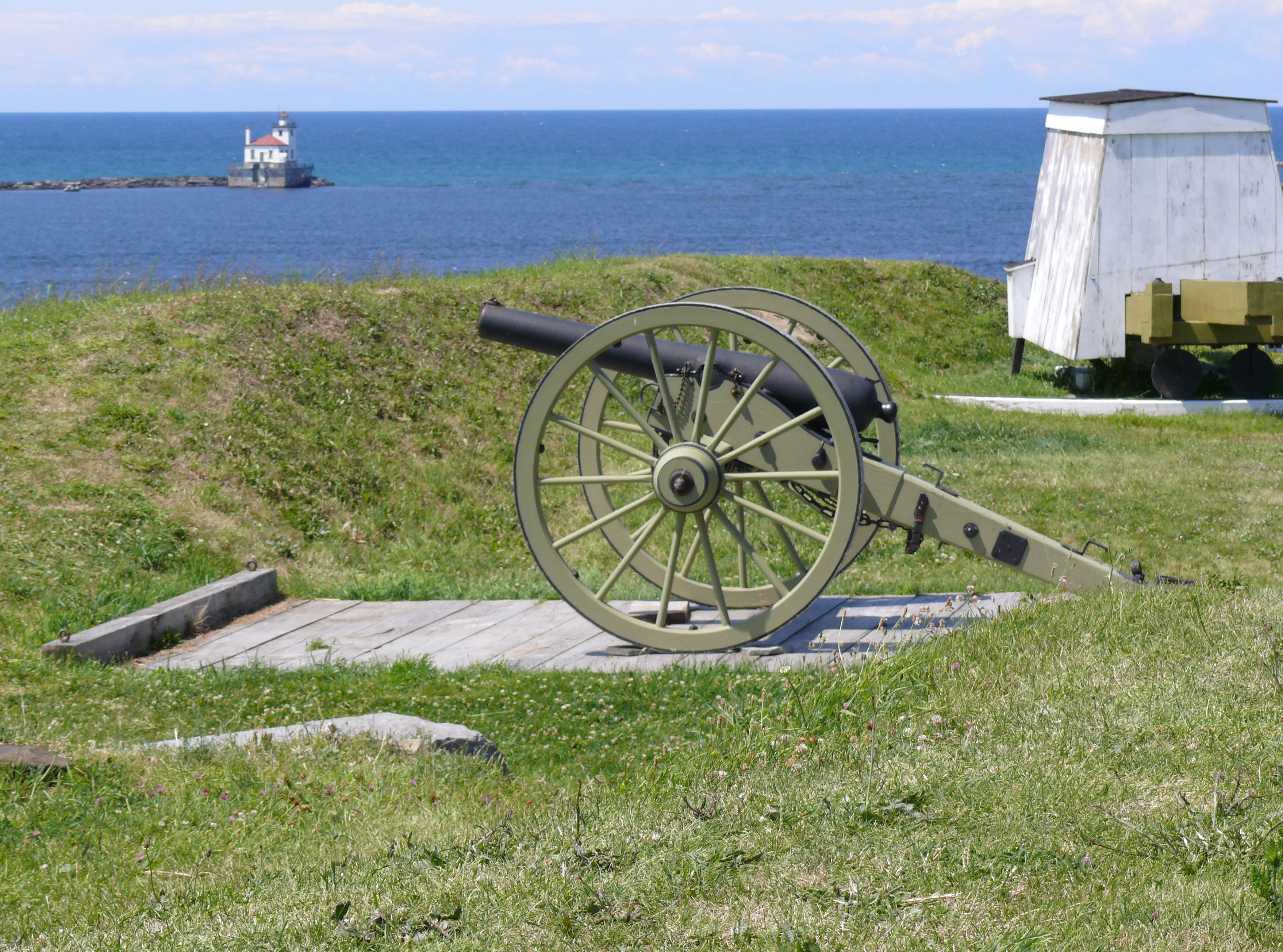
オンタリオ砦の大砲（2009年）

8月11日から8月12日にかけての夜、フランス軍は包囲のための塹壕を掘り、オンタリオ砦の方向へと掘り進めて行った。オンタリオ砦の駐屯兵は、8月13日の遅くまで、フランスの民兵やインディアンと砲撃や銃撃を交わしたが、ある時点で、どうやらマーサーの命令によって、駐屯兵たちは砦を放棄した。包囲のための塹壕掘りはまだ終わっていなかった。
モンカルムはすぐに放棄された砦を占領し、丘の西の端に大砲を据え付け始めた。そこから丸見えのオスウィーゴ砦の東端が、その大砲の射程に入った。フランス軍は全速力で事を進め、8月14日の朝までには、9台の大砲が据え付けられ、すべて砲撃が可能だった。オスウィーゴ砦の、むき出しの石作りの壁めがけて砲撃が始まり、猛攻撃で壁はぼろぼろに崩れ落ちた。砦の駐屯部隊は、自分たちの大砲のすべてが川の方向を向いていなかったため（よもや敵が、自軍の砦であるオンタリオ砦から射撃してくるとは思っていなかったからである）ついに大砲を反転させ、フランスの砲撃にいくらかは対抗できた。しかし、モンカルムがヴォードルイユに、3つの砦の上流から、何人かの兵に川を渡らせるように依頼し、この兵たちが、多少困難な状況ではあったものの、難なく川を渡り切り、外壁がはがれたオスウィーゴ砦の端に姿を現した。それは、マーサーが、フランスの砲弾を受けて戦死したのとほぼ同じ時点でのことだった。短い作戦会議の後、マーサーから指揮官を引き継いだリトルヘイルズが、降伏の意を示した。

## イギリスの降伏とシャーリーの帰国

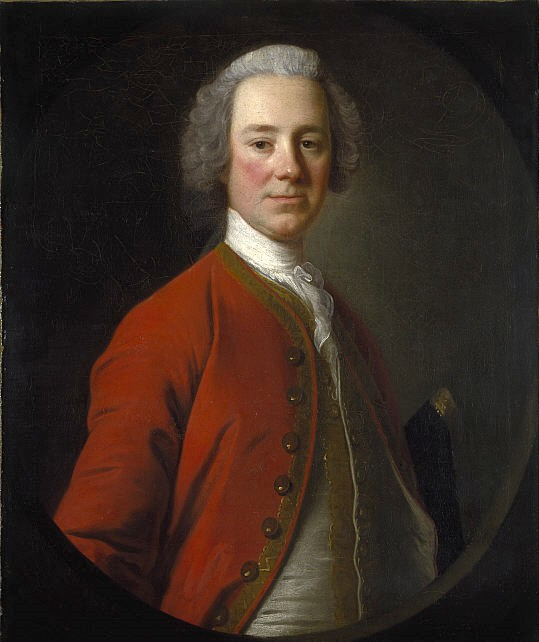
4代ルードゥーン伯爵ジョン・キャンベル

イギリス軍は、人夫や造船技師、女性や子供を含む1,700人が降伏した。オスウィーゴ砦がヌーベルフランスの民兵やインディアンに解放され、皆が中に駆けこんで略奪を始め、樽のラム酒を飲んでへべれけになった。この乱痴気騒ぎのただなかで、逃げ出そうとしたイギリス兵が、酔っ払ったフランス兵やインディアンから、斧で切りつけられ、殺された。将軍モンカルムは、この行為に驚きあきれた。結局、それ以上の殺戮は食い止められ、その一方でこうも諭した。「今、我々は、国王陛下から、8,000から1万リーブルもの戦費を支出していただいているのだぞ」。モンカルムはその後、フランス兵が持ち出せなかった物資を、建設中の船共々壊してしまうように命じた。それからすべてのイギリス人を、捕虜も含めてモントリオールに向かわせた。
8月12日、ルードゥーンがついに、第44歩兵連隊から、オスウィーゴに向かうブラッドストリートのバトーに補強要員を分遣した。この部隊がオネイダ・キャリーに着いた時、オスウィーゴ砦の陥落を知った。ブラッドストリートの部隊は、オネイダ・キャリーの砦をすべて壊してからジャーマン・フラッツに退いた。ルードゥーンはブラッドストリートに、そこに留まって、次のフランスの進軍を阻止するよう命じた。ルードゥーンはその後何か月かの間、シャーリーの骨折りを無駄にし、オスウィーゴ砦の陥落を、この前任者のせいにし続けた。シャーリーはその後、オスウィーゴ陥落の査問会に出席するためイギリスに戻ったのち、1758年にバハマの総督に就任した。